# 越智家増
越智 家増（おち いえます）は、戦国時代から安土桃山時代にかけての武将。大和国貝吹山城主。

## 生涯
越智家広の弟として生まれる。一時楢原家に入ったが、越智家へと戻った。
越智氏では、天文14年（1545年）に当時の当主・家頼が死去した後、養子としていた細川晴元の猶子（細川元常の子）が家督を継いでいた。この頃、筒井順昭が勢力を増してきており、天文15年（1546年）9月、越智方の多武峰郷や貝吹山城が筒井軍に攻められ、降伏のためか越智某（晴元猶子か）が筒井に赴き、抵抗を続けていた貝吹山城も10月に落城している。この時の貝吹山城主が家増だったかどうかは不明。この後、天文18年（1549年）9月に越智某（家増か）が貝吹山城の奪還を図って失敗し、弘治3年（1557年）8月にも貝吹城奪還が試みられ失敗している。
永禄元年（1558年）11月には、家増が春日社に石灯籠を寄進している。
永禄2年（1559年）8月、三好氏重臣・松永久秀が大和へ侵攻し、筒井順慶や十市遠勝らを攻めた。すると、筒井氏と敵対していた越智氏は三好氏に味方したのか、永禄3年（1560年）11月に三好方へ城を明け渡した沢氏と三好氏の間を家増が取り持っている。
しかし、その後三好氏とは敵対し、永禄6年（1563年）7月、松永久秀により高取城を攻略された。永禄8年（1565年）に三好氏が松永久秀方と三好三人衆方に分裂した後は、久秀との対立を続ける。永禄9年（1566年）1月、同じく反松永方となった筒井氏から譲られたためか、貝吹山城を回復し、家増が入城を果たしている。
永禄11年（1568年）になると、織田信長に奉じられた足利義昭が上洛し、大和一国の支配を認められた松永久秀は、幕府や織田氏の援軍を得て、反松永方への攻勢を強めた。永禄12年（1569年）11月、貝吹山城が松永方の手に渡り、松永方となっていた甥・家高（家増の次兄・楢原某の子）が入った。またこの頃、越智氏の家督は家高が継いでいた。
元亀2年（1571年）に松永久秀が足利義昭・織田信長から離反すると、家増は信長に従うようになったとみられる。
また同年9月、当主である家高が市尾深介により妻子もろとも殺害されたが、家増が黒幕であるとされている（『多聞院日記』）。これにより家増が家督を継いだが、まもなく布施氏より養子を迎えて家督を譲ったと考えられる。
天正5年（1577年）8月24日、死去した。
家増の跡を継いだ家秀は、家増に引き続き織田信長に仕えた。天正8年（1580年）に指出が行われたが、この時1万2000石を領していたという。本能寺の変後は羽柴秀吉に従ったが、天正11年（1583年）8月、家臣により殺害された。裏では筒井順慶が糸を引いていたとされ（『多聞院日記』）、家秀の子とみられる又太郎は翌月に高取城を去った。この後、羽柴秀長のもとで又太郎が高取城主になった時期があるというが、詳細は明らかではない。